# Вишнёвое (Ровнянская сельская община)
Вишнёвое (укр. Вишневе; до 2016 — Октябрьское) — село в Ровнянской сельской общине Новоукраинского района Кировоградской области Украины.
Население по переписи 2001 года составляло 262 человека. Почтовый индекс — 27100. Телефонный код — 5251. Код КОАТУУ — 3524081804.